# Malo Globoko
Malo Globoko este o localitate din comuna Ivančna Gorica, Slovenia, cu o populație de 49 de locuitori.